# Museo Nacional de Arte Romano
El Museo Nacional de Arte Romano (MNAR) de Mérida fue inaugurado el 19 de septiembre de 1986 en su emplazamiento actual, obra del arquitecto Rafael Moneo.
Se trata de un centro investigador y difusor de la cultura romana donde, además de acoger los hallazgos arqueológicos de la antigua ciudad romana Augusta Emerita, se celebran congresos, coloquios, conferencias, cursos, exposiciones y otras muchas actividades de ámbito nacional e internacional. Es uno de los edificios Patrimonio de la Humanidad de la Unesco como parte del conjunto arqueológico de Mérida.
Es un Museo Nacional de España adscrito al Ministerio de Cultura, es de gestión exclusiva de la Dirección General de Bellas Artes y Patrimonio Cultural.

## Historia

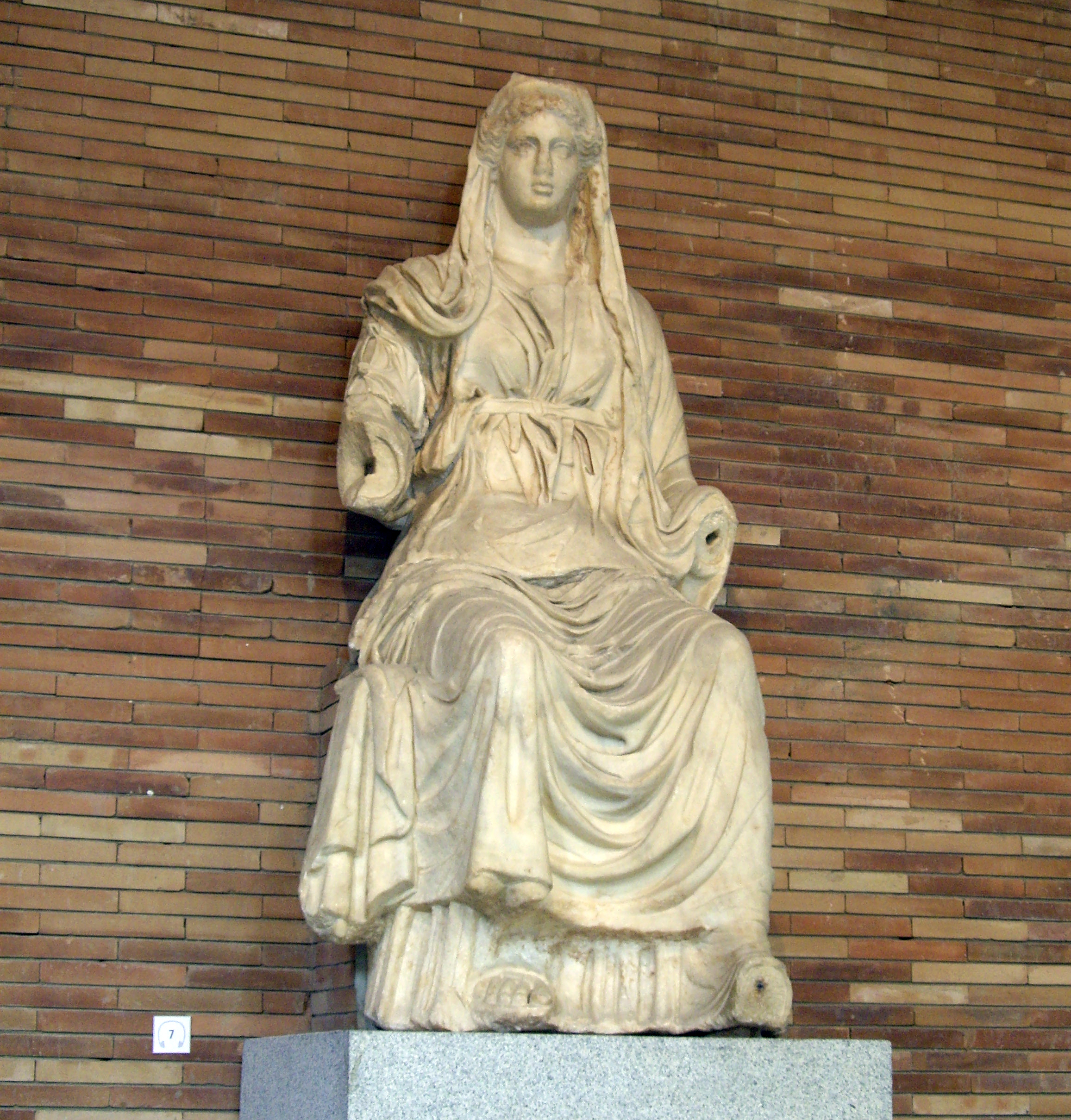
Estatua sedente de la diosa Ceres, Museo Nacional de Arte Romano de Mérida.

Los precedentes del Museo Nacional de Arte Romano se remontan al siglo XVI, cuando don Fernando de Vera y Vargas, señor don Tello y Sierra Brava, comenzó a formar una importante colección epigráfica en su palacio. Su hijo, el conde de la Roca, la mantuvo y aumentó, colocando algunas piezas en la fachada del edificio, que fue derribado a finales del siglo XIX. En el siglo XVIII vamos a asistir a la creación de dos colecciones de piezas arqueológicas, una en la Alcazaba de Mérida y otra en el Convento de Jesús Nazareno (actual Parador Nacional). Desde entonces, a raíz de varias excavaciones, así como de muchos hallazgos fortuitos, las colecciones antes citadas se van a incrementar notablemente.
En 1838, como consecuencia de la Desamortización, el Estado decidió ceder la Iglesia de Santa Clara (donde actualmente se encuentra el Museo Visigodo), con objeto de que en dicho edificio se instalaran las piezas arqueológicas emeritenses. El primer inventario, realizado en 1910, reflejó la existencia de un total de 557 objetos.
En ese mismo año, bajo la dirección del catedrático de Arqueología de la Universidad de Madrid José Ramón Mélida y del erudito local Maximiliano Macías, se iniciaron las primeras investigaciones arqueológicas con una metodología más o menos científica en diversos puntos de la ciudad: teatro, anfiteatro, circo, necrópolis... gracias a las cuales, cuando en 1929 Mélida y Macías dan al poco más que suntuoso almacén un formato museográfico, los fondos alcanzaban las 3.000 piezas.
Tras la Guerra Civil se reanudaron las excavaciones en la ciudad, que, de forma bastante regular, se siguieron realizando sistemáticamente. Siendo conscientes las autoridades de que la antigua Iglesia de Santa Clara no tenía espacio suficiente para albergar los nuevos descubrimientos, y con el decidido impulso del entonces director del Museo José Álvarez y Sáenz de Buruaga, se empezó a pensar en la creación de un nuevo edificio para mostrar y almacenar mejor la arqueología emeritense, hasta que por fin en 1975, con motivo del bimilenario de la ciudad, se decide la creación del Museo Nacional de Arte Romano (por R.D. de 7 de julio), el primero que, fuera de Madrid, tuvo el rango de nacional.
Pocos años más tarde, en 1979 el proyecto del edificio fue encargado al arquitecto Rafael Moneo Vallés quien lo llevó a cabo entre 1980 y 1986, siendo inaugurado el 19 de septiembre de 1986 por SS. MM los Reyes de España, en presencia del presidente de la República de Italia Francesco Cossiga, como una forma simbólica de renovar los antiguos vínculos. Actualmente el museo alberga más de 36.000 piezas, y acaba de festejar en 2011 su XXV aniversario, habiendo recibido en este tiempo unos cinco millones de visitantes, y actuado como el motor de la transformación radical del turismo de Mérida.

## Arquitectura

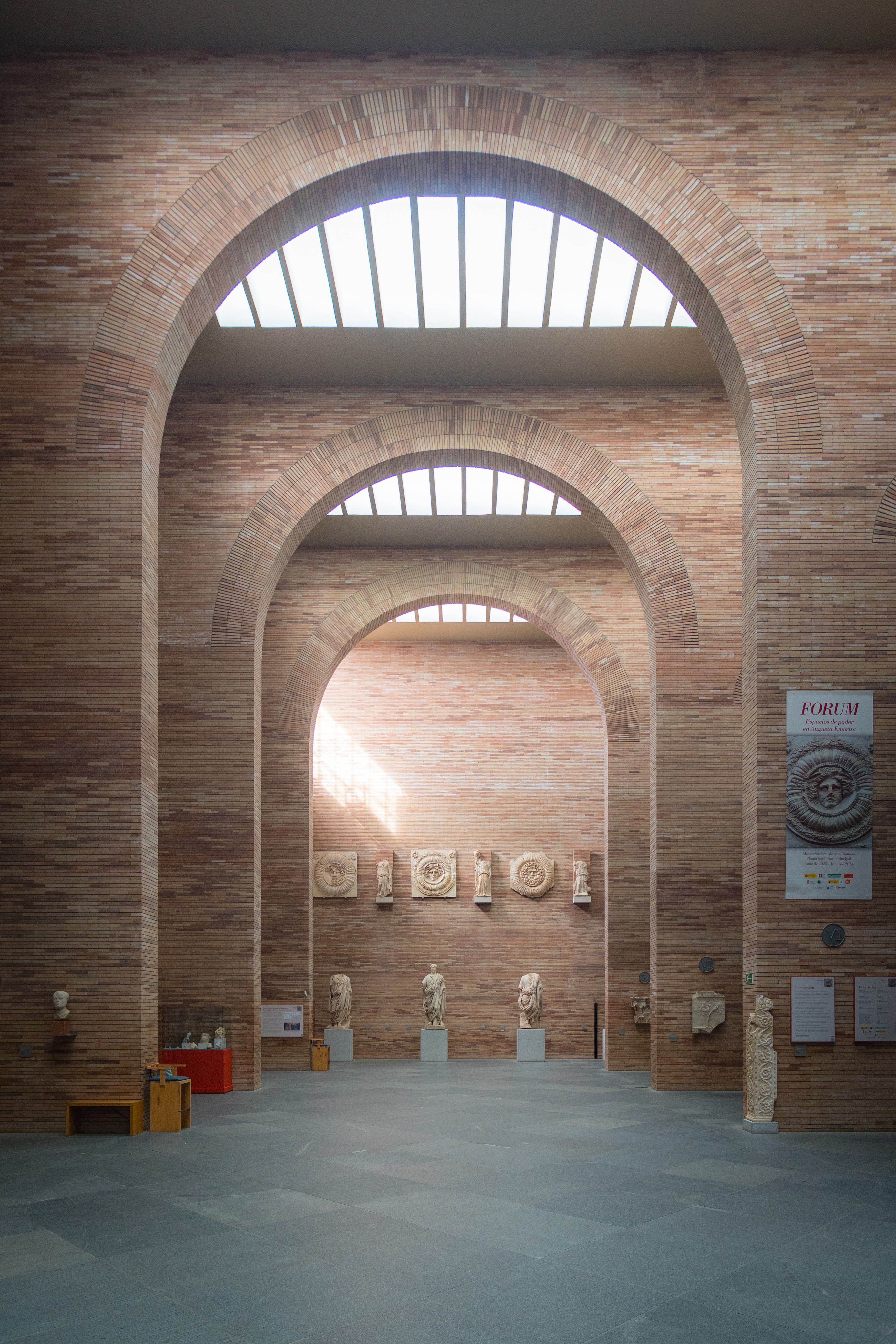
Sala central.

El edificio, proyectado por Moneo a partir del otoño de 1979, y construido entre 1980 y 1986, atrajo rápidamente el reconocimiento internacional, no sólo como una de las primeras obras maestras del arquitecto navarro, y la primera suya conocida y apreciada en el extranjero, sino también como la obra que marcó el principio de un periodo fructífero de la producción arquitectónica española, que pasó a captar la atención de arquitectos y críticos de todo el mundo. El principal objetivo del arquitecto en este proyecto fue que el museo tuviera el carácter y la presencia de un edificio romano. Toda la arquitectura se encuentra fuertemente ligada, en su materialidad, al contenido que expone y a la cultura que referencia. Aunque en una primera visión del museo esto puede parecer un objetivo sencillo, sin embargo, más allá de esta aparente simplicidad del esquema constructivo, se encuentra una compleja concepción arquitectónica, rica en asociaciones históricas y con sutiles articulaciones espaciales. El complejo consiste en dos volúmenes conectados por un puente, con un interior a base de arcos, diafragmas e iluminación central. Fue dedicado por Moneo a la memoria de su padre, quien falleció durante los trabajos.

## Actividades paralelas
El MNAR mantiene una constante y cuidadosa programación cuatrimestral de actividades de muy diversos tipos y dirigidas a distintos públicos, entre las que destacan conferencias, seminarios, congresos, exposiciones, premios, talleres infantiles, excursiones, veladas musicales y poéticas, o las tradicionales visitas guiadas, además de un muy activo servicio de publicaciones, con su revista propia (Anas) y varias series temáticas. Está muy integrado en el tejido social de la ciudad.
Puede decirse además que es un centro puntero en la investigación arqueológica del mundo romano y visigodo, como también en su difusión, y el mejor relacionado internacionalmente. Cuenta con el mecenazgo de distintas empresas e instituciones, además del de la Asociación de Amigos del Museo.

## Galería

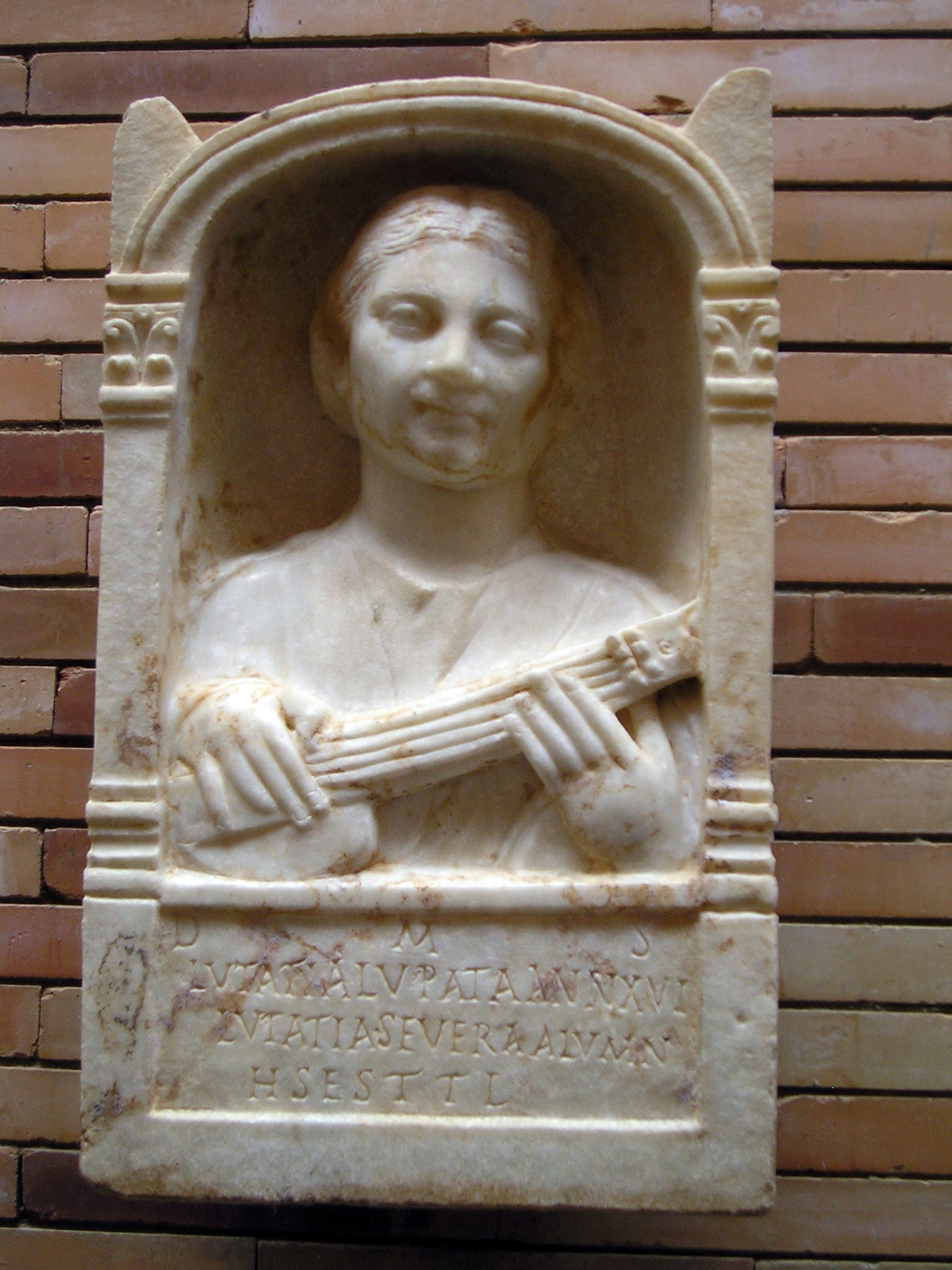
Estela funeraria de Lutatia Lupata, procedente de la necrópolis de Augusta Emerita
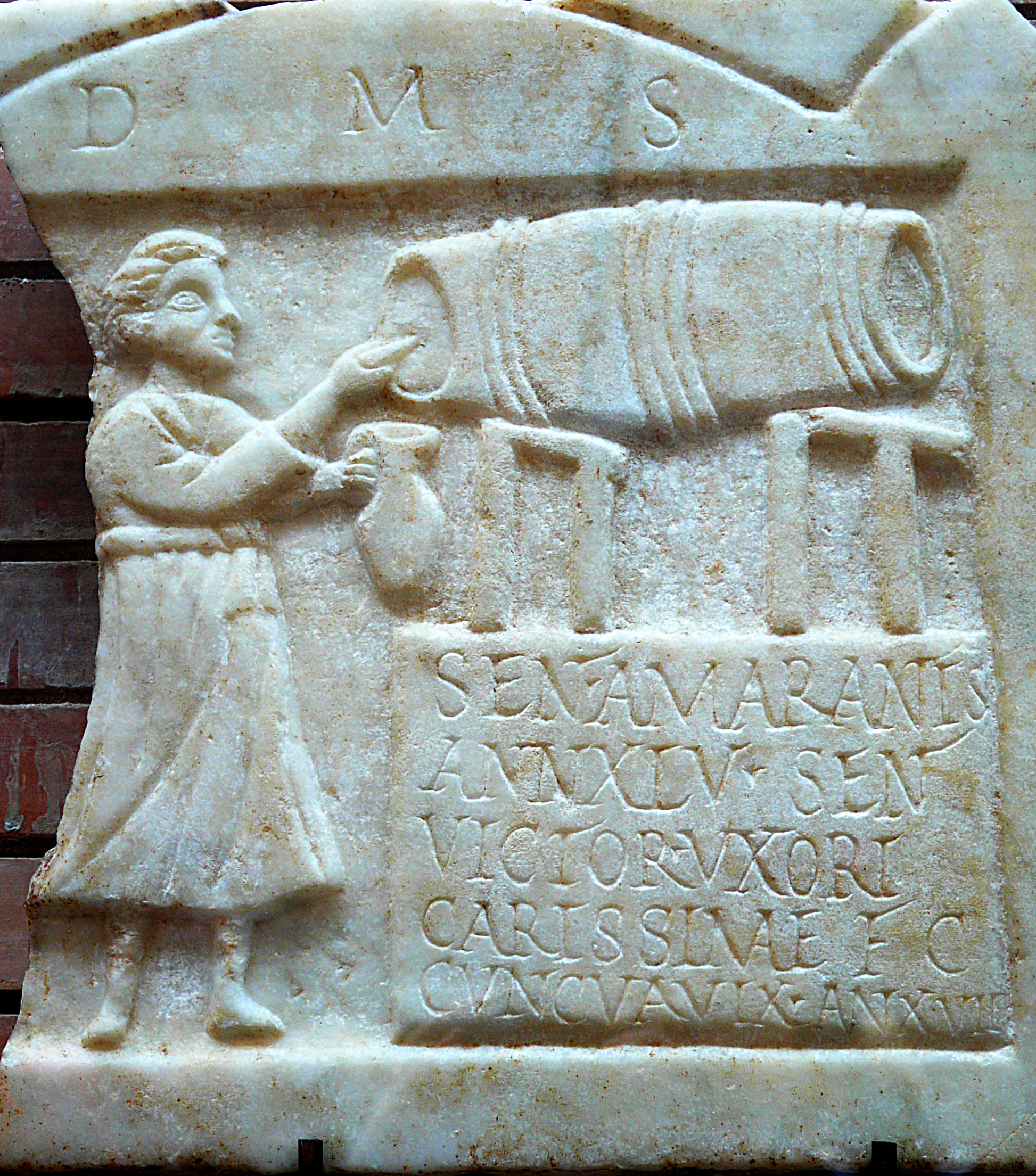
Estela funeraria de la tabernera Sentia Amarantis, procedente de la necrópolis de Augusta Emerita
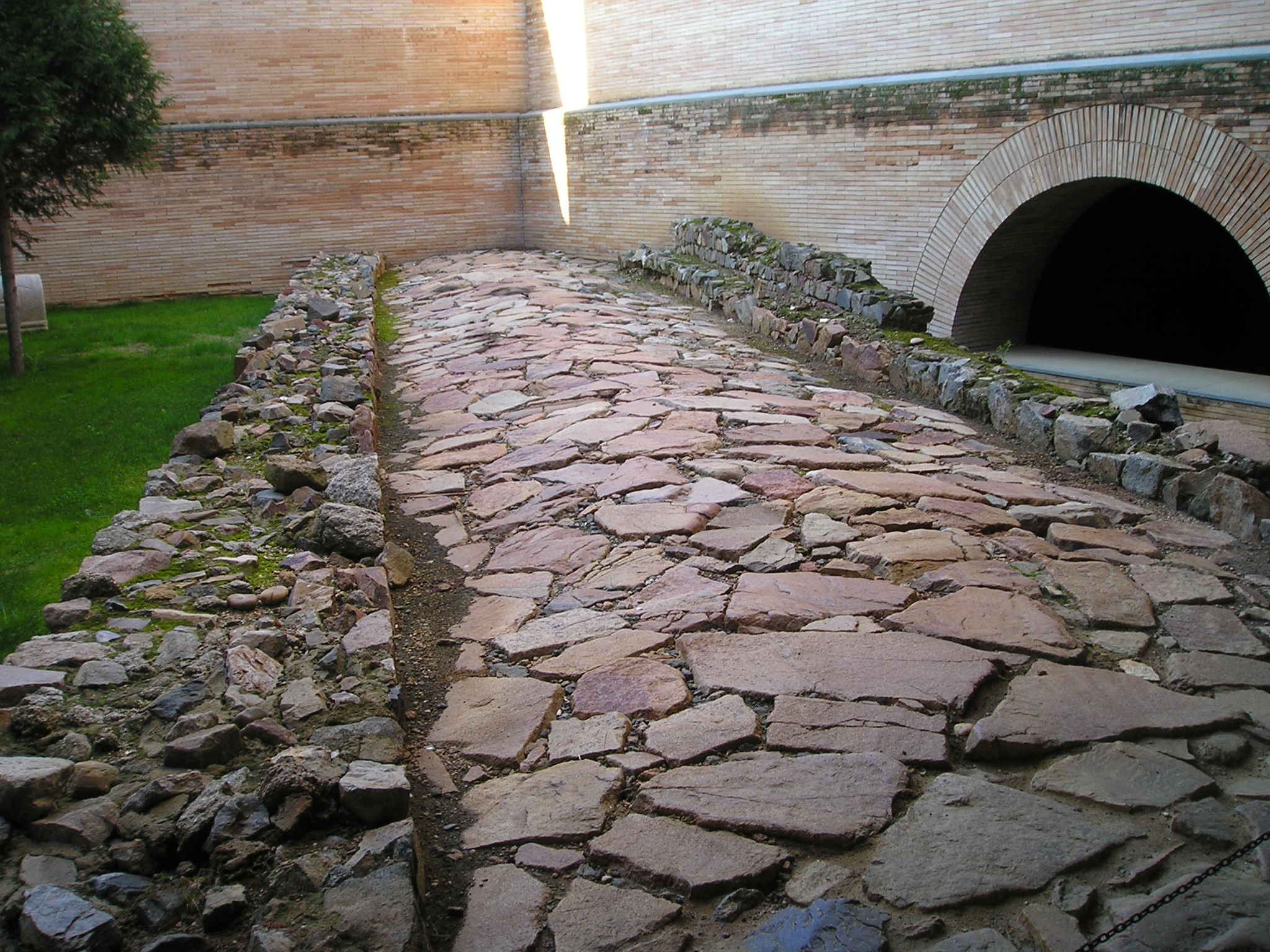
Calzada romana, hallada en el solar que ocupa el museo
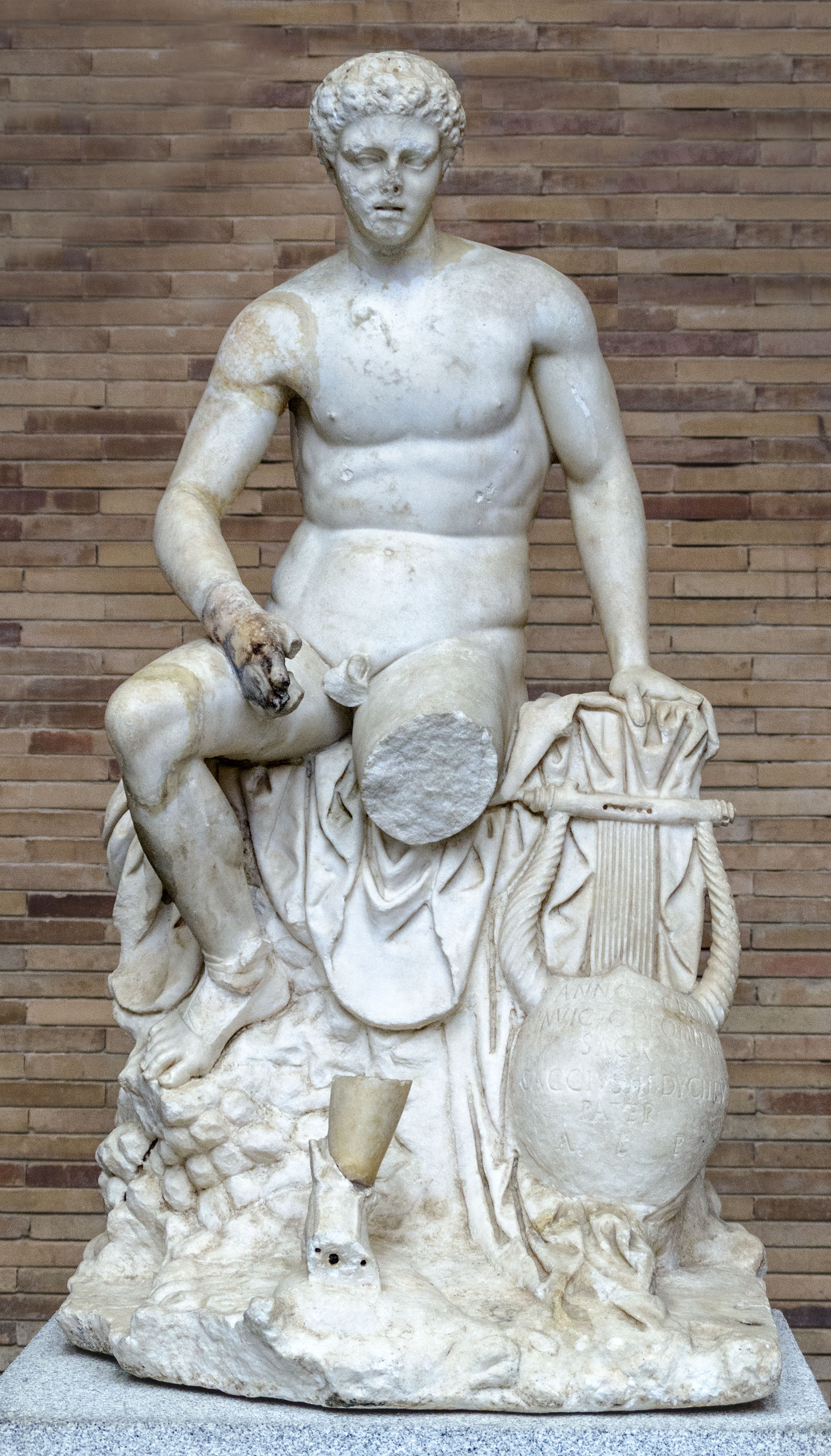
El dios Mercurio
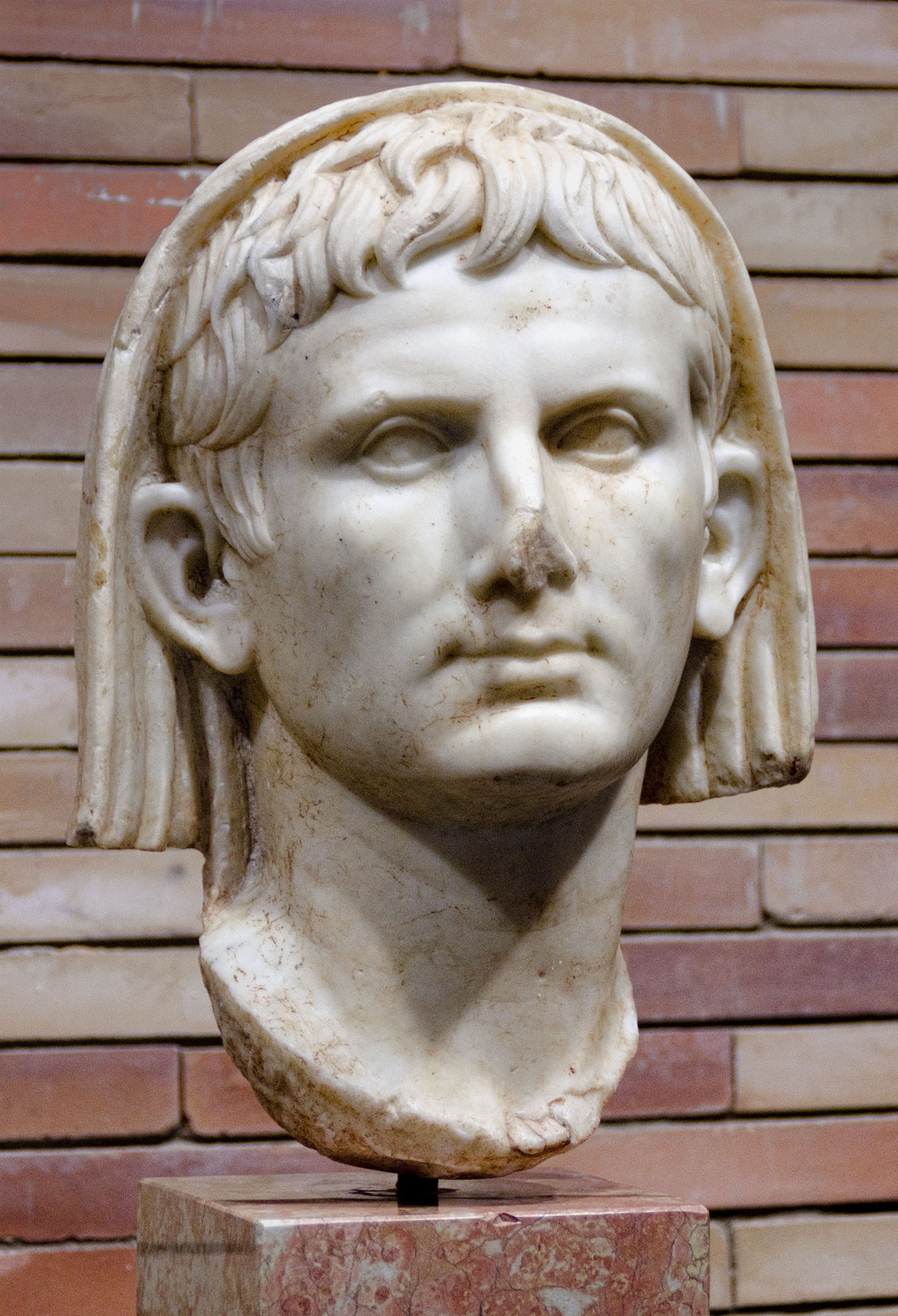
Busto de Augusto como Pontífice máximo
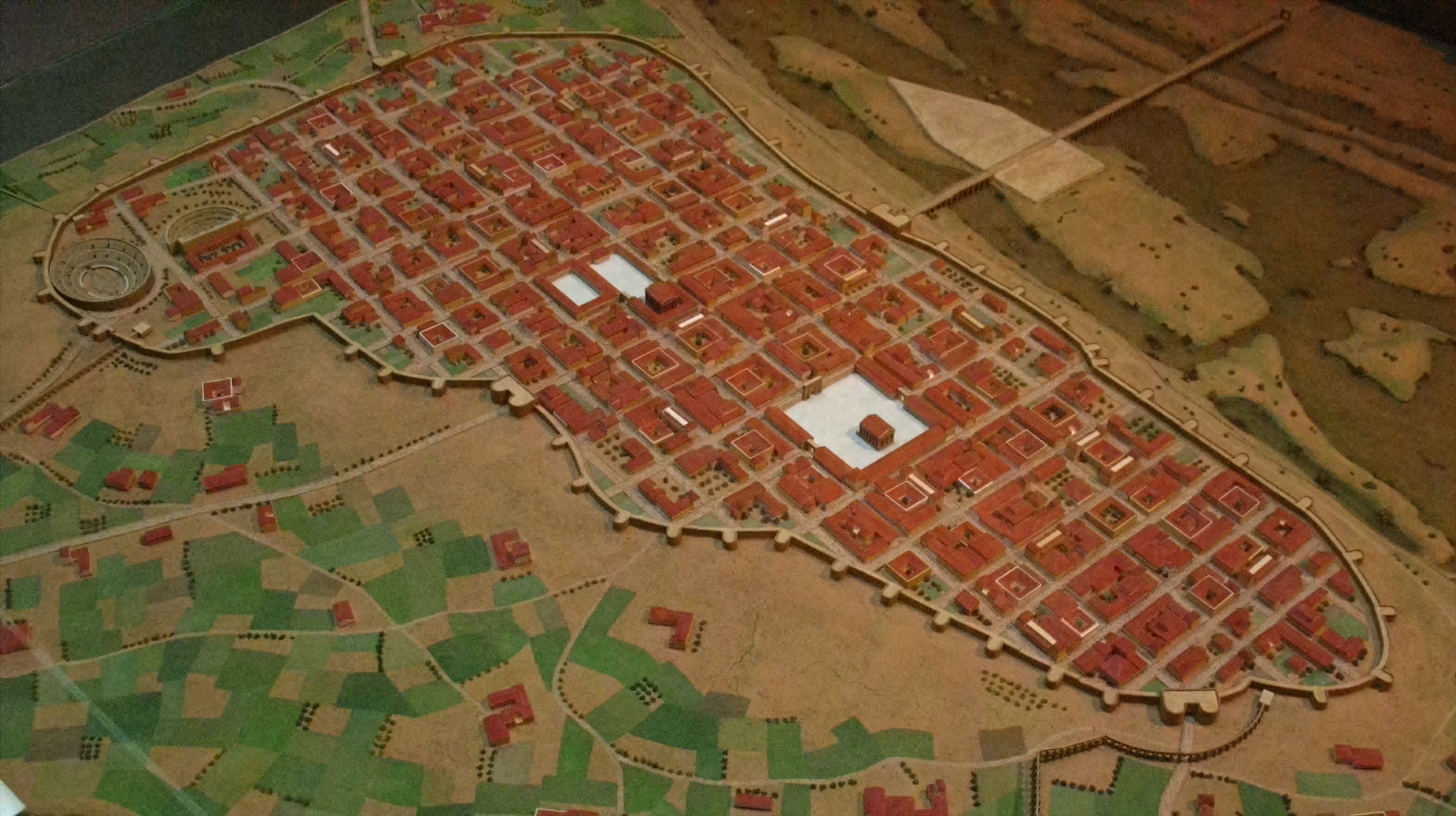
Maqueta de Augusta Emerita
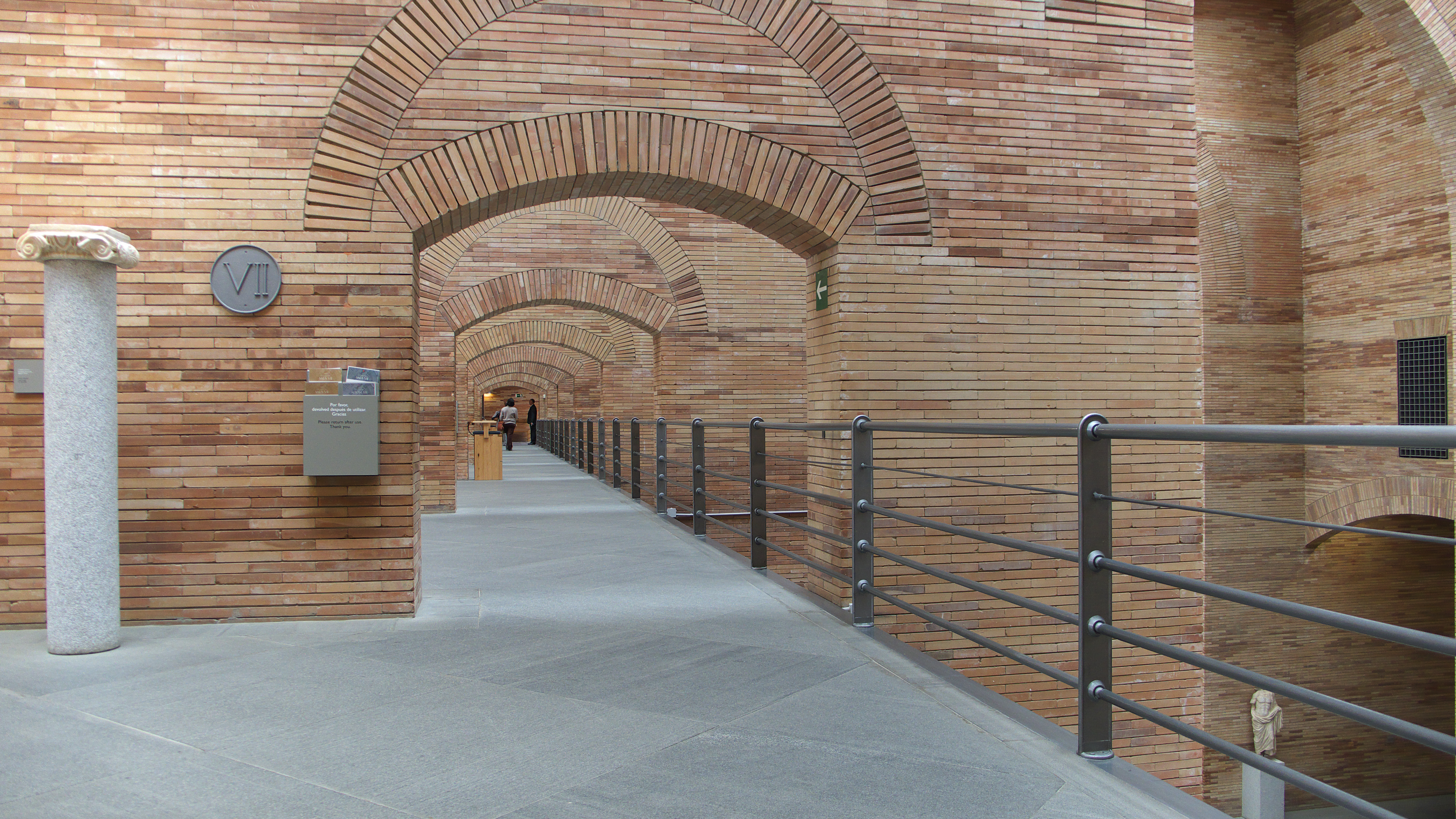
Pasillo de los pisos superiores
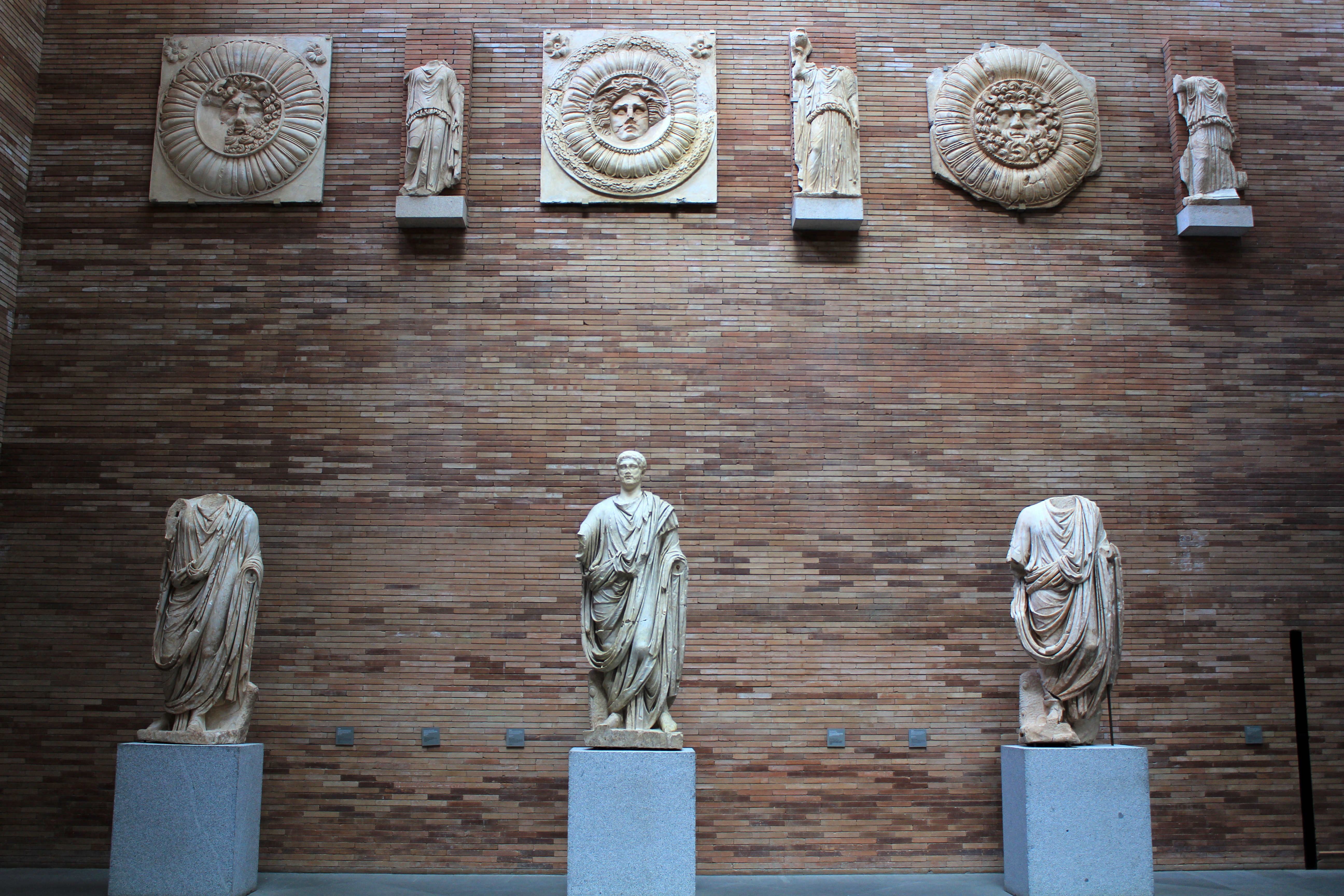
Estatuas y relieves romanos
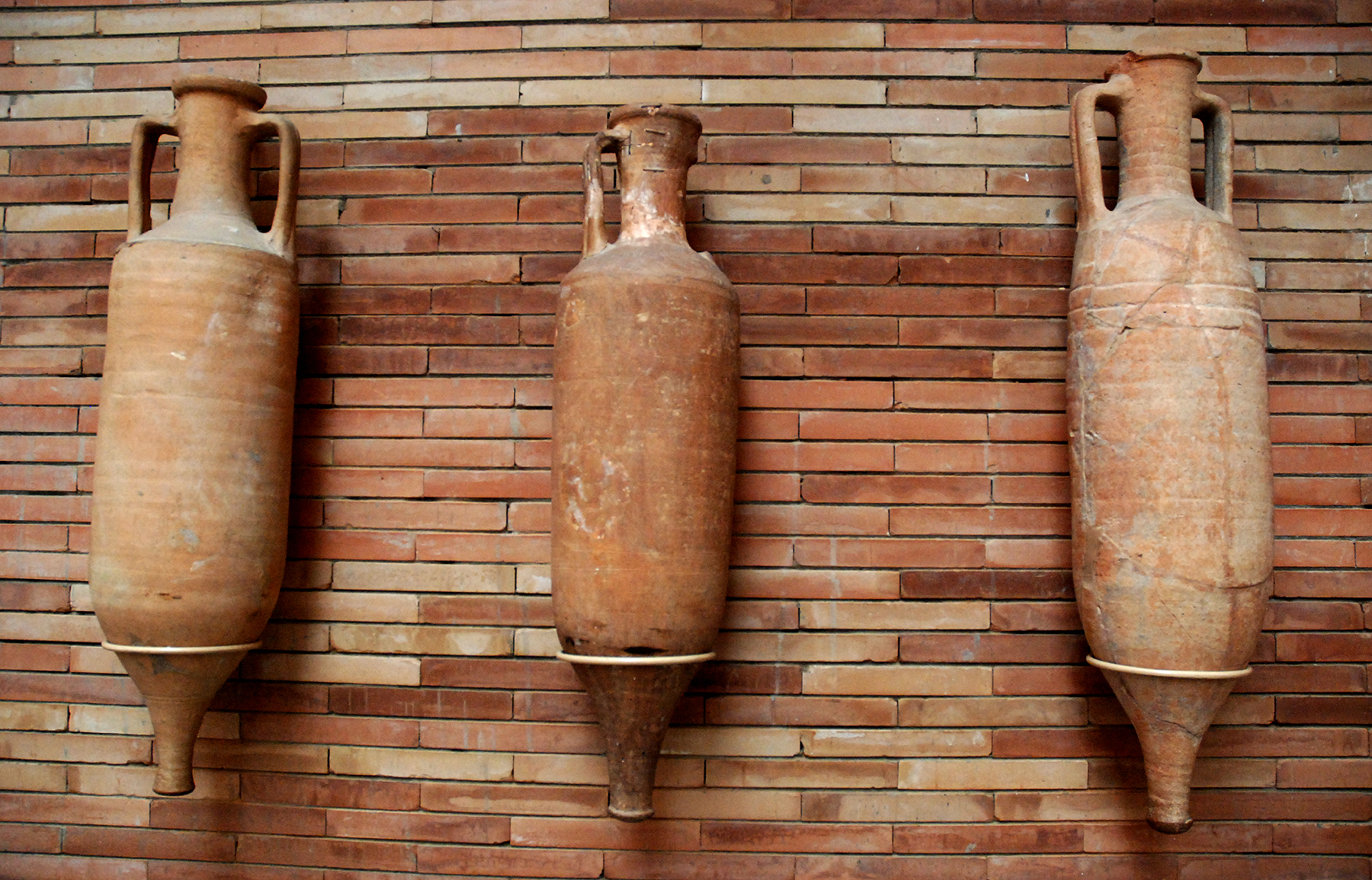
Ánforas romanas
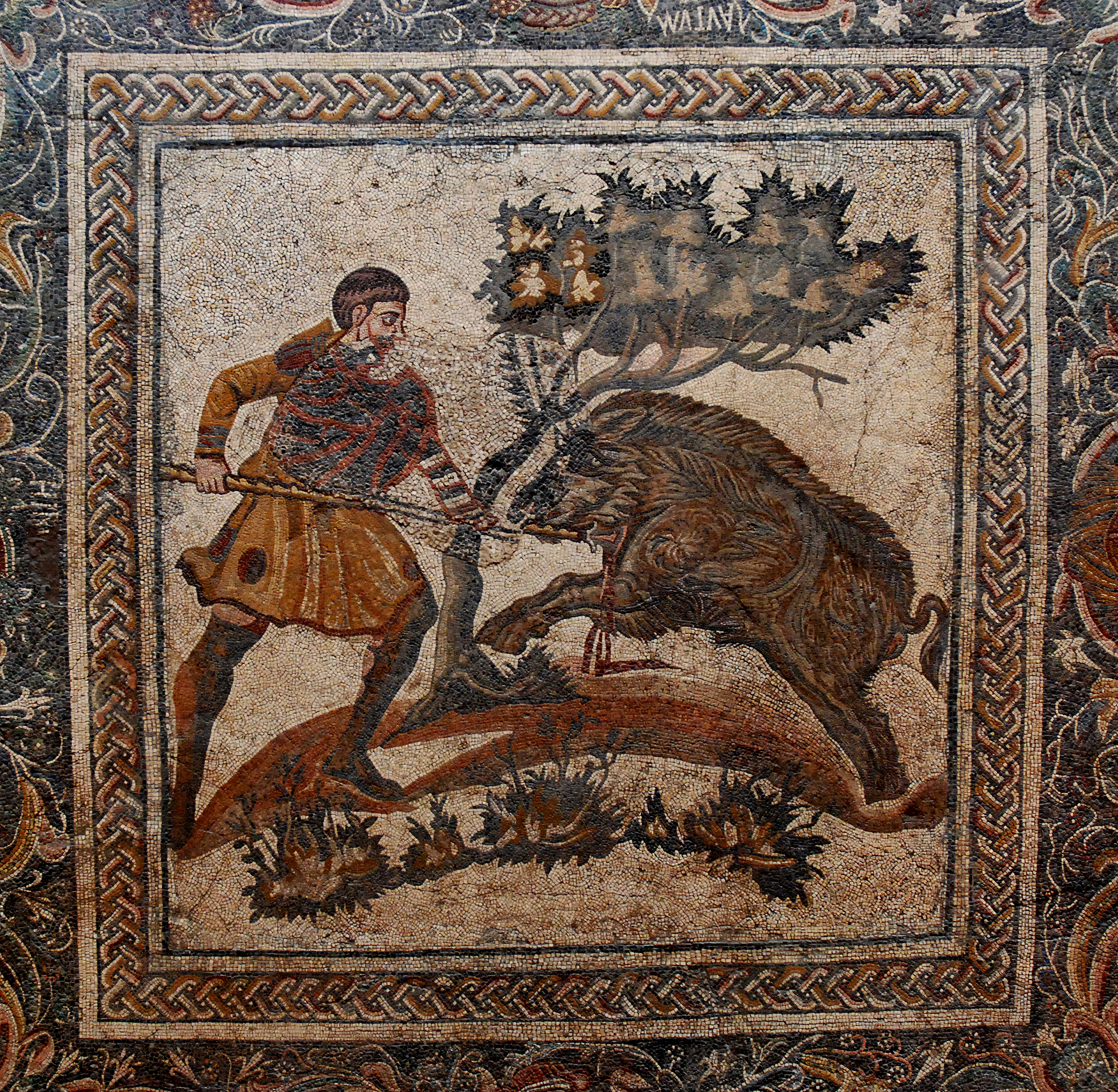
Mosaico de Las Tiendas, con una escena cinegética
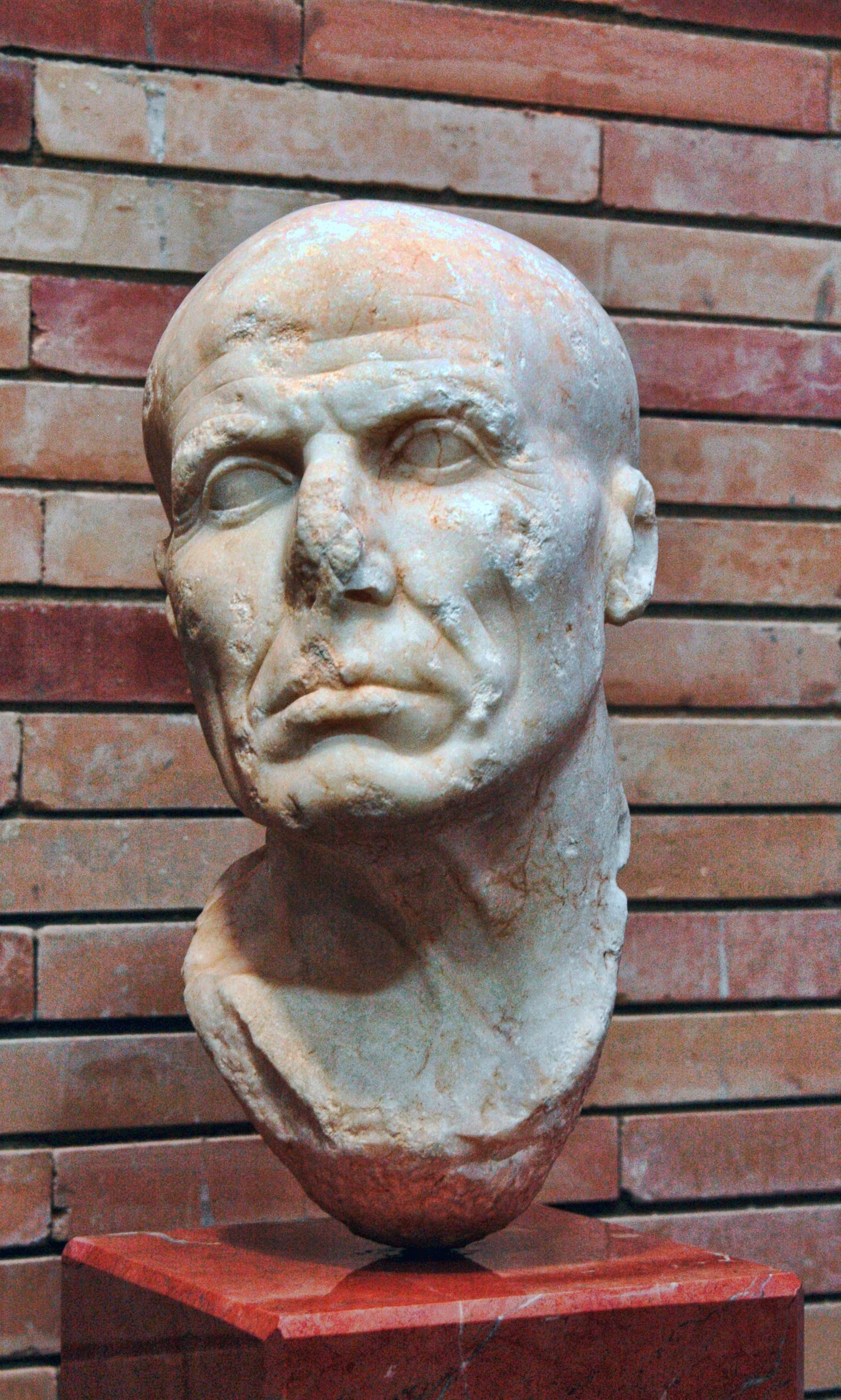
Busto de hombre

## Enlaces.externos
- Wikimedia Commons alberga una categoría multimedia sobre Museo Nacional de Arte Romano.
- Web oficial del Museo
- Información del Museo, Portal España es cultura, Ministerio de Cultura
- Entrevista a Rafael Moneo, con motivo del 25 aniversario, Diario Hoy, 20-9-2011 (con breve vídeo y otros reportajes)

- Datos: Q3330685
- Multimedia: Museo Nacional de Arte Romano / Q3330685